# Pronville-en-Artois
Pronville-en-Artois (do 7 lutego 2017 Pronville) – miejscowość i gmina we Francji, w regionie Hauts-de-France, w departamencie Pas-de-Calais. W 2013 roku populacja ówczesnej gminy wynosiła 340 mieszkańców. 